# Клередон Хилс (Илиноис)
Клередон Хилс (енгл. Clarendon Hills) град је у америчкој савезној држави Илиноис.

## Демографија
По попису из 2010. године број становника је 8.427, што је 817 (10,7%) становника више него 2000. године.
| Група             | 2000.         | 2010.         |
| Белци             | 7.019 (92,2%) | 7.286 (86,5%) |
| Афроамериканци    | 64 (0,8%)     | 149 (1,8%)    |
| Азијати           | 268 (3,5%)    | 433 (5,1%)    |
| Хиспаноамериканци | 180 (2,4%)    | 426 (5,1%)    |
| Укупно            | 7.610         | 8.427         |